# فيروس الهربس البسيط
فيروس الحلأ البسيط 1 و 2 (بالإنجليزية: Herpes simplex virus)‏ هما نوعان من فيروسات عائلة الفيروسات الهربسية (بالإنجليزية: Herpesviridae)‏ التي تصيب البشر ، تسبب العدوى بفيروسات الحلأ البسيط حدوث مرض الهربس البسيط وتعتبر فيروسات الحلأ البسيط من الفيروسات الموجهة للأعصاب والتي تدخل الجسم وتختبئ في خلايا الجهاز العصبي، مما يضمن لها استمراريتها في الجسم البشري، يرتبط فيروس الحلأ البسيط 1 بتفشي آفة الهربس في الوجه الفم المعروفة بقرحة الزكام، بينما يرتبط فيروس الحلأ البسيط 2 بقرحات الجهاز التناسلي.
الهربس البسيط 1 يقال عنه أنه بسيط لأنه لا تنتج عنه أضرارا بالغة للمصاب به ( نحو 95% من الناس عندهم هربس بسيط 1 كامن في جسمهم وتظهر أعراضه في أوقات قلة المناعة أو مع الإصابة بالبرد، فتظهر بثور على الفم) . أما الهربس البسيط 2 فهو خطير ونادر لأنه يصيب الأعضاء التناسلية وينتقل عن تطريق الاتصال الجنسي ؛ هذا يشكل خطرا على الجنين في بطن أمه أو عند الولادة.
لهذا يجب التفرقة بين الهربس البسيط 1 (الذي يصيب الفم) والهربس البسيط 2 (الذي يصيب الأعضاء الجنسية) : الهربس البسيط 1 لا يحتاج إلى الذهاب إلى الطبيب وتختفي البثور بعد عدة أيام، إذ أن الجهاز المناعي يقاومها ؛ أما الهربس البسيط 2 (التناسلي) فلا بد من معالجة الطبيب لأن جهاز المناعة لا يستطيع مقاومتها بنفسه.
تتميز عدوى فيروس الحلأ البسيط بظهور نفطات مائية على الجلد والأغشية المخاطية للفم والشفتين والأعضاء التناسلية الخارجية ، تتماثل الآفات بالشفاء إلا أن الفيروس يبقى مختبئاً في خلايا الجهاز العصبي ويسبب تفشيات متكررة في أماكن قريبة من مكان العدوى الرئيسية، حيث تنتقل الفيروسات من جسم الخلية العصبية عبر المحوار إلى الجلد مسببة تكرار حدوث الآفة.
إن مرض الهربس البسيط شديد العدوى عندما يكون الفيروس نشطاً في الجسم، حيث أنه يتكاثر بسرعة ويتم طرحه من قبل حامل الفيروس جاعلاً الأشخاص المتصلين مع المصاب عرضة للعدوى 
. لا يوجد حالياً علاج شافٍ يقضي على فيروس الحلأ البسيط لكن العلاجات الموجودة حالياً تحد من تكاثر وطرح الفيروس من المصاب كما تعمل على تخفيف حدة الأعراض المصاحبة للإصابة.

## انتقال الفيروس
ينتقل الفيروس بشكل أفقي من شخص لآخر عبر الاتصال القريب عبر التماس الجلدي واللعاب وإفرازات الجهاز التناسلي، ويكون الانتقال أكثر قابلية للحدوث في وجود النفطة (الآفة الجلدية) بالرغم من أن طرح الفيروس من المصاب ممكن في غياب النفطة.
قد يحدث الإنقال العمودي لفيروس الهربس البسيط 2 (من الأم إلى الجنين) أثناء الحمل وغالبا ما يحدث أثناء عملية الولادة. يحدث الانتقال العمودي للفيروس وقت مرور الجنين بقناة الولادة وتنخفض احتمالية حدوث العدوى في غياب الأعراض المرضية وغياب النفطات. وتشكل عدوى فيروس الحلأ البسيط 2 خطراً مميتاً للجنين (حتى مع المعالجة) نظراً لعدم اكتمال نضج جهازه المناعي ، قد تؤدي العدوى لدى حديثي الولادة إلى التهاب فيروسي دماغي قد يسبب تلفاً بالغاً للدماغ.
غالباً ما يكون التفشي الأول للعدوى أكثر حدة من التفشيات اللاحقة نظراً لعدم وجود أجسام مضادة وقت التفشي الأول، يحمل التفشي الأول خطر حدوث التهاب السحايا العقيم في حوالي 1% من المصابين.

## بنية الفيروس
يتكون فيروس الحلأ البسيط من جزيء دنا خطي طويل نسبياً وذي طاقين، ومحاط بقفيصة بروتينة عشرينية المسطحات مغطاة بطبقة مزدوجة من الدهون تسمى الغلاف، ترتبط القفيصة بالغلاف بما يسمى لِحَافَة (وهي مجموعة من البروتينات التي تربط الغشاء الخلوي بالقفيصة النووية كما تحوي بروتينات أساسية في عملية تكاثر الفيروس). يحتوي فيروس الحلأ البسيط على 74 جيناً على الأقل  (بعض التكهنات تشير إلى وجود أكثر من 94 جيناً يحملون شيفرة حوالي 84 بروتيناً مختلفاً). تحمل هذه الجينات شفرات تركيب مختلف البروتينات التي يتكون منها الفيروس وبروتينات القفيصة واللحافة والغلاف. يحفز أنزيم RNA polymerase II (الخاص بجسم المضيف) نسخ الدنا الفيروسي ، أول ما يتم نسخه هو الأنزيمات اللازمة لنسخ الدنا الفيروسي والمساعدة على تكاثر الفيروسات.

## دخول الخلية
يدخل الفيروس إلى خلية الجسم المصاب عبر تفاعل عدة بروتينات سكرية موجودة على سطح غلاف الفيروس مع عدة مستقبلات موجودة على سطح الخلية المستهدفة. عندما يصبح غلاف الفيروس على تماس مع الغشاء الخلوي يندمج معه مكوناً ثغرة في الغلاف الخلوي، مما يسهل دخول الفيروس إلى داخل الخلية.

## التلقيح الجيني
بعد دخول قفيصة الفيروس إلى سيتوبلازم الخلية المستهدفة، يتم انتقالها إلى جوار النواة حيث تلتصق بالغشاء النووي وتحقن الدنا الفيروسي إلى داخل نواة الخلية (وتعرف العملية بالتلقيح الجيني).

## الاستنساخ
عقب دخول دنا الفيروس في نواة الخلية المصابة تقوم أنزيمات النواة بنسخ وترجمة الشيفرة الجينية للفيروس، فيقوم أنزيم RNA polymerase II بتصنيع رنا الرسول الذي ينقل إلى الريبوسومات ويترجم إلى بروتينات فيروسية. بهذا يسيطر الفيروس على الخلية المصابة ويجعلها تخدم أغراضه.